# Andrew Eric Feitosa
Andrew Eric Feitosa, mais conhecido como Morato (Francisco Morato, 1 de setembro de 1992), é um futebolista brasileiro que atua como ponta-direita e meia-direita. Atualmente joga pelo Al-Khaleej.

## Carreira

### Antecedentes
Morato nasceu em Francisco Morato, São Paulo, começando nas categorias de base do São Paulo em 2001, depois passando pelo Desportivo Brasil, Juventus-SP e Internacional. Morato terminou sua formação no Olé Brasil em 2010, clube no qual foi promovido.
Em 2011, foi transferido ao clube coreano Gyeongnam FC. Morato posteriormente retornou à sua terra natal, e representou a Ferroviária, Mogi Mirim e no Boa Esporte em rápida sucessão.

### Boa Esporte
Fez sua estreia pelo Boa Esporte em 25 de julho de 2014, entrando como substituto em uma vitória em casa sobre o Bragantino por 2 a 1, pela Série B de 2014. Seu primeiro gol pelo clube mineiro aconteceu em 2 de setembro, em uma goleada fora de casa por 3 a 0 sobre o Atlético Goianiense.
Pelo Boa Esporte, fez 19 partidas e marcou 3 gols.

### FC Cascavel
Em 8 de dezembro de 2015, ele assinou contrato com o Audax, mas não recebeu oportunidades e foi transferido para o FC Cascavel no dia 17 de fevereiro de 2016. Sua estreia aconteceu em 21 de fevereiro, entrando como substituto em um empate em casa por 2 a 2 com o Atlético Paranaense, pelo Campeonato Paranaense de 2016.
Seus dois primeiros gols aconteceram em 24 de fevereiro, durante uma vitória fora de casa sobre o Maringá por 3 a 1, pelo Campeonato Paranaense de 2016. Pelo FC Cascavel, Morato fez apenas 7 partidas e marcou 4 gols.

### Ituano
Em 4 de maio de 2016, foi anunciada a contratação de Morato ao Ituano. Morato estreou pelo Ituano em 12 de junho, entrando como substituto em uma vitória por 4 a 0 sobre o Maringá, pela Série D de 2016. Seus dois primeiros gols pelo clube aconteceram em 9 de julho, em uma goleada em casa por 5 a 0 contra o Metropolitano.
Foi titular regular do clube na Série D de 2016 e no Campeonato Paulista de 2017, tendo disputado 25 partidas e marcado 5 gols na sua primeira passagem.

### São Paulo
No dia 10 de abril de 2017, Morato assinou contrato de empréstimo de oito meses com o São Paulo, clube que representou na juventude nas categorias de base. Ele fez sua estreia pelo clube em 19 de abril, começando como substituto de Lucas Pratto na vitória por 2 a 1 sobre o Cruzeiro, pela Copa do Brasil de 2017.
Apesar de estar lesionado desde maio, Morato renovou com o São Paulo em 10 de novembro de 2017, renovando seu contrato de empréstimo até o final da próxima temporada. Mas não foi aproveitado, tendo disputado 2 jogos e marcado nenhum gol pelo Tricolor Paulista.

### Sport
Em 7 de agosto de 2018, Morato foi emprestado ao Sport, como parte do acordo da troca de Everton Felipe para o São Paulo. Sua estreia pelo clube pernambucano aconteceu em 12 de agosto, entrando como substituto em uma derrota em casa por 3 a 1 para o São Paulo, pela Série A de 2018. Pelo Sport, novamente não foi bastante aproveitado, tendo apenas disputado 7 partidas e marcado nenhum gol.

### Retorno ao Ituano
No dia 14 de janeiro de 2019, foi anunciado o retorno de Morato ao Ituano. Estreou em 24 de janeiro, entrando como substituto em um empate fora de casa por 0 a 0 com o São Caetano, pelo Campeonato Paulista de 2019. Seu primeiro gol após o seu retorno aconteceu em 31 de janeiro, em uma derrota fora de casa para a Ferroviária.
Morato foi um dos destaques do Ituano pelo Campeonato Paulista de 2019, sendo um dos artilheiros do time com 6 gols juntamente com Gabriel Martinelli. Na sua segunda passagem, fez 13 partidas e marcou 6 gols.

### Red Bull Bragantino
Em 16 de abril de 2019, após um bom desempenho no Campeonato Paulista de 2019 pelo Ituano, Morato foi transferido para o Bragantino, que subsequentemente iria se tornar o Red Bull Bragantino no ano seguinte. Estreou pelo clube em 13 de julho, entrando como substituto em uma derrota fora de casa por 2 a 1 para o Paraná, pela Série B de 2019.
Seu primeiro gol aconteceu em 23 de julho, em uma vitória em casa contra a Ponte Preta por 2 a 1, pela Série B de 2019. Na sua passagem pelo clube do interior paulista, fez 57 partidas e marcou 8 gols.

### Vasco da Gama
Em 28 de março de 2021, foi anunciada a contratação de Morato pelo Vasco da Gama, por empréstimo até o final da temporada. Em seu segundo jogo pelo clube já chamou a atenção da mídia, marcando um gol e uma assistência contra o Flamengo, e logo em seguida fazendo a comemoração característica do ídolo Edmundo.

## Títulos
Boa Esporte
- Campeonato Mineiro do Interior: 2014

Ituano
- Campeonato Paulista do Interior: 2017

Red Bull Bragantino
- Campeonato Brasileiro - Série B: 2019
- Campeonato Paulista do Interior: 2020

Vasco da Gama
- Taça Rio: 2021